# Edward Vermeulen
Pour les articles homonymes, voir Vermeulen.
 (janvier 2019).
Si vous disposez d'ouvrages ou d'articles de référence ou si vous connaissez des sites web de qualité traitant du thème abordé ici, merci de compléter l'article en donnant les références utiles à sa vérifiabilité et en les liant à la section « Notes et références ».
Edward Vermeulen (Beselare, 12 avril 1861 - Hooglede, 6 juillet 1934) est un écrivain flamand, connu sous le pseudonyme Warden Oom. Il a avant tout connu le succès comme écrivain populaire de Flandre Occidentale.  Ses œuvres présentent une langue teintée de dialecte et décrivent l'esprit du temps au sein d'un groupe social.  Souvent, il s'agissait de contes engagés sur la vie paysanne de Flandre Occidentale.

## Biographie
Edward Vermeulen est né dans la ferme « De Navingeer » à Beselare. En 1875, sa famille a déménagé à Hooglede.
Edward a suivi l'école primaire à Hooglede, pour partir ensuite au petit séminaire de Roulers, où il a suivi les cours, entre autres, d'Hugo Verriest. 
En 1877, il a quitté l'école pour travailler à la ferme. Durant son temps libre, il écrit quelques poèmes.
En 1899, sous l'impulsion d'Omer Karel de Laey (nl), bourgmestre d'Hooglede, Vermeulen devient receveur municipal. Sur les conseils de ce bourgmestre-poète, il écrit son premier roman Herwording, à l'âge de 50 ans. Pour cela, il écrit pour des journaux locaux, pour lesquels il écrit Polke, un long récit. Il a signé cette œuvre sous le pseudonyme de Warden Oom. Il reste, depuis, dans les mémoires sous ce pseudonyme.
Durant l'été 1918, Vermeulen est incarcéré à la prison de Thourout, sur accusation d'activités anti-allemandes. Avant même que l'armée allemande ne s'affaiblisse, il est libéré.
Après la libération, il retourne à Hooglede pour y publier encore quelques livres. Il est un temps co-imprimeur de l'almanach du peuple 't Manneke uit de Mane (nl).
Edward Vermeulen meurt à 73 ans.

## Bibliographie

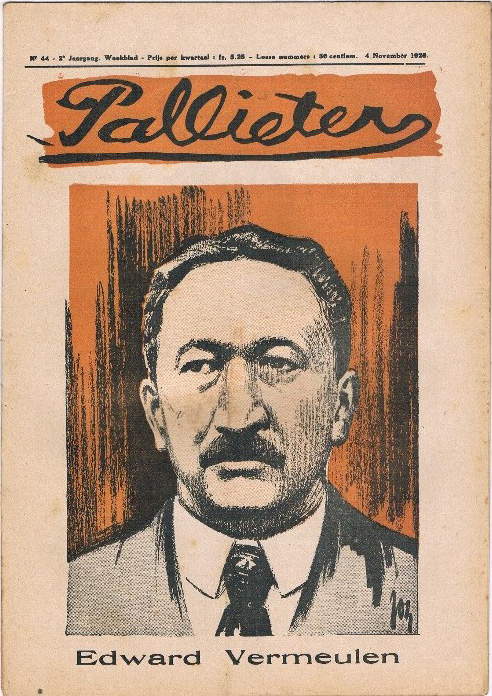
Vermeulen par Jos de Swerts (1923)

## Hommages
Alidoor Lamote a peint un portrait de Vermeulen. Jozef Cantré a fait son buste. Ces deux œuvres appartiennent à des collections privées.